# Lahore Fort

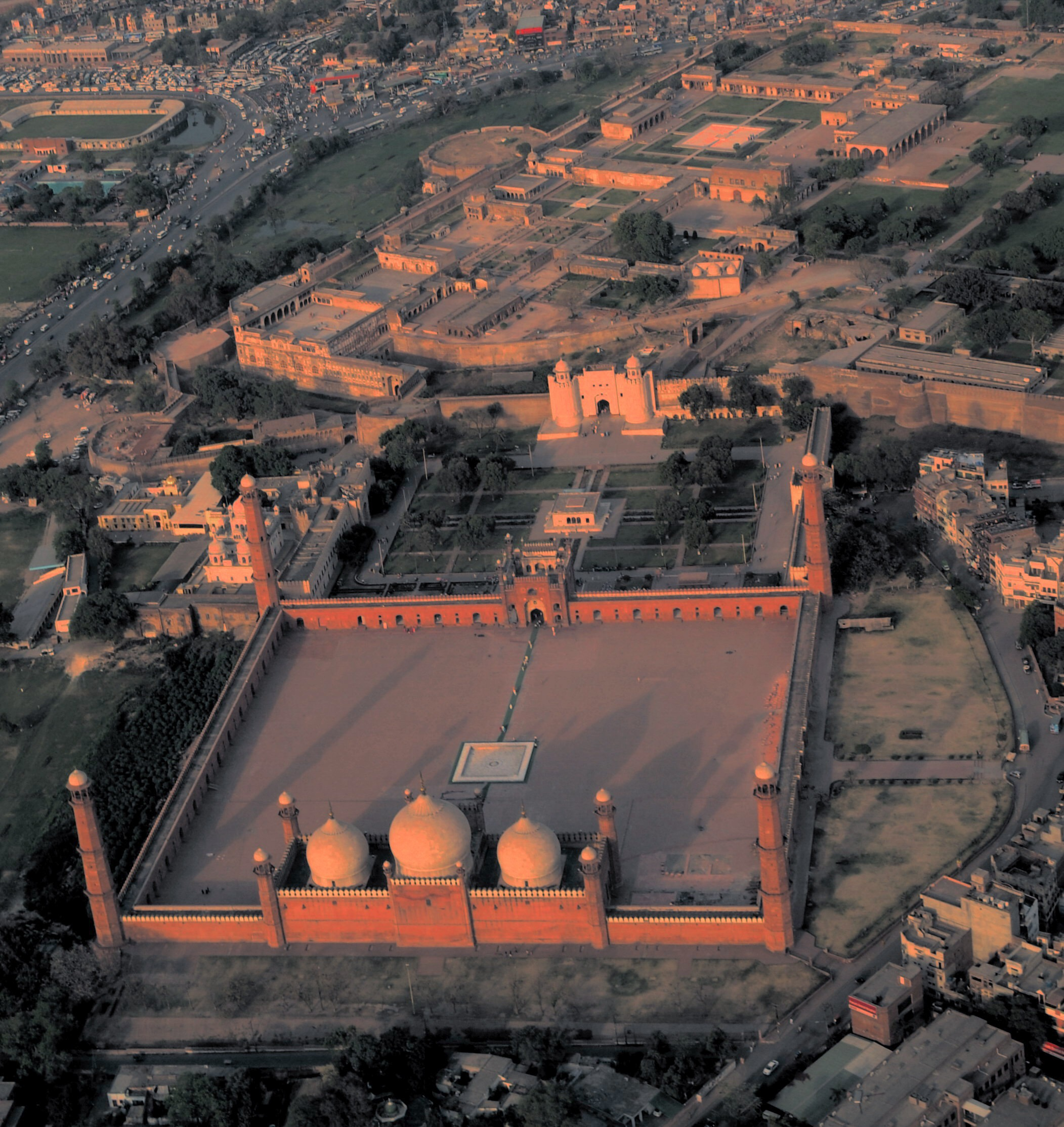
Luftbild der Befestigungsanlage

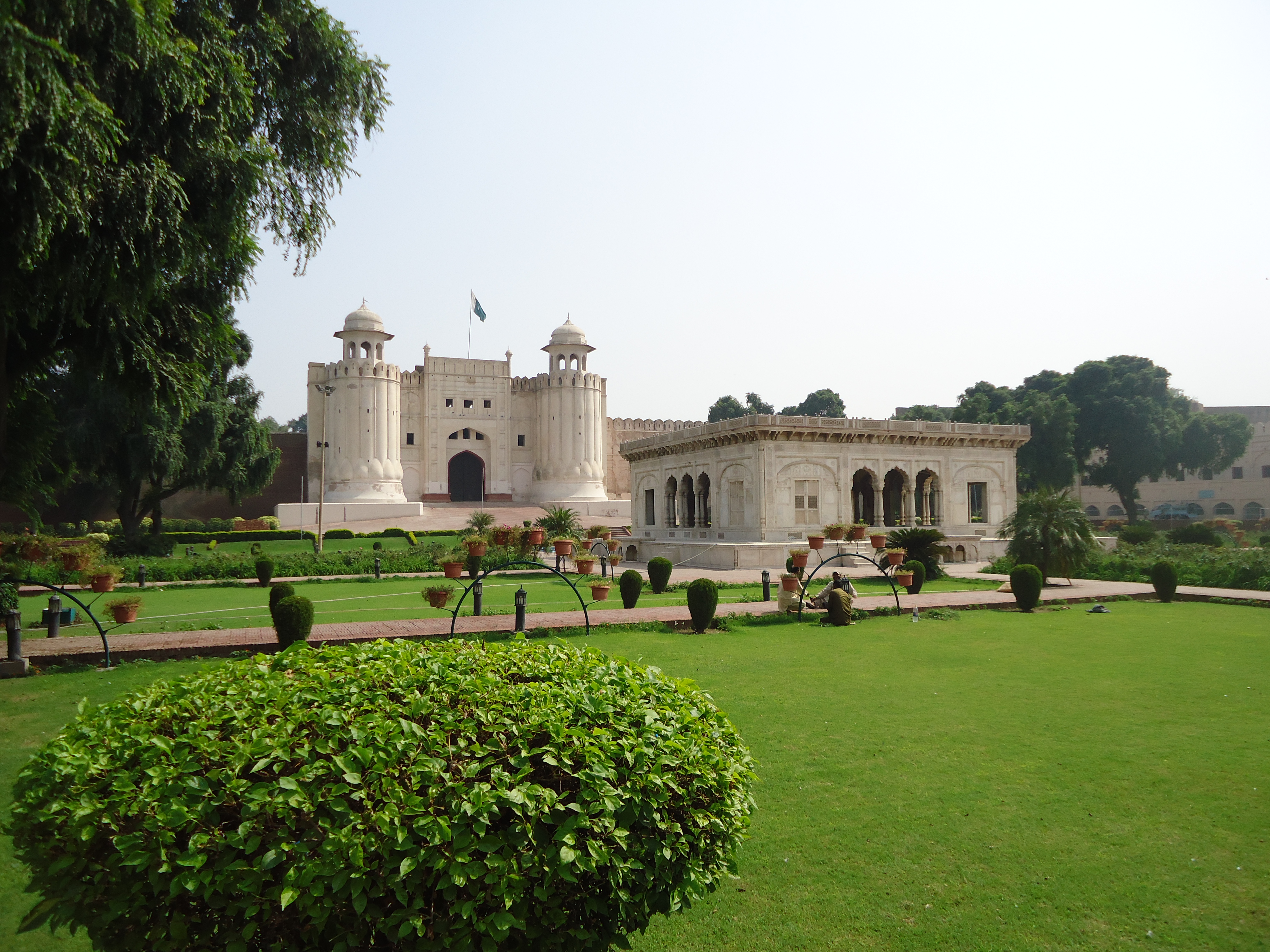
Gartenanlage des Forts

Das Lahore Fort (Panjabi und Urdu شاہی قلعہ) ist eine Zitadelle in der pakistanischen Stadt Lahore. Die Festung liegt am nördlichen Ende der ummauerten Stadt Lahore und erstreckt sich über eine Fläche von mehr als 20 Hektar. Es enthält 21 bemerkenswerte Monumente, von denen einige aus der Zeit des indischen Großmoguls Akbar I. stammen.

## Lage
Das Lahore Fort befindet sich nördlich von Lahore in der Nähe der Badshahi-Moschee und der Shalimar-Gärten.

## Geschichte
Die Umgebung um das Lahore Fort ist seit Jahrtausenden besiedelt. Der Ursprung des Lahore Forts liegt trotzdem im Unklaren. Das Fort wurde erstmals während der Herrschaft von Mahmud von Ghazni im 11. Jahrhundert erwähnt. Das Fort war aus Lehm erbaut und wurde während der Invasion von Lahore 1241 durch die Mongolen vollständig zerstört. Ein neues Fort wurde 1267 durch den türkischen Mameluken-Sultan Balban errichtet. Dieses Fort wurde bei der Invasion durch Timur 1398 zerstört und 1421 durch den Sayyiden-Herrscher Mubarak Shah Sayyid wiederaufgebaut. Das Fort wurde 1430 von Scheich Ali aus Kabul besetzt. Die Besetzung dauerte bis 1526 an. Das heutige Aussehen des Forts geht auf die Zeit von Akbars I. 1575 zurück. Die prekäre Lage des Forts an der westlichen Reichsgrenze hatte zur Folge, dass dieses verstärkt werden musste. Kaiser Jahangir ließ das Fort 1612 umbauen und fügte einen Pavillon und eine Bilderwand aus Stein hinzu, die mit Mosaik dekoriert ist. Die Moschee von Mariyam Zamani Begum wurde im Stil des Lahore Forts errichtet. Die Moschee wurde nicht durch Jahangir finanziert, bedurfte aber seine Baugenehmigung. Die Moschee diente als Zusammenkunft der Muslime für das Freitagsgebet.
Shah Jahan ließ die Diwan-i-Aam, eine Versammlungshalle im persischen Stil und die Perlen-Moschee (Moti Masjid) aus weißem Marmor errichten. Großmogul Aurangzeb ließ das Alamgiri-Tor erbauen. Das Tor ist ein Wahrzeichen Lahores und war auf der früheren pakistanischen Rupie zu sehen. Die Moguln verloren das Fort an die Durranis, die es wiederum an die Marathen verloren. Das Fort wurde von Bhangi Misl von 1767 bis 1799 besetzt. Der Sikh-Herrscher Ranjit Singh übernahm das Fort 1799 von Misl. Das Fort blieb bis 1849, dem Ende des Sikh-Reichs im Besitz von Ranjit Singh und seiner Familie. Die Sikhs nutzen Teile des Forts für ihre Zwecke und bauten einen Tempel, Anwesen und einen Pavillon hinzu. Die Diwan-i-Aam-Moschee wurde 1842 bei einer kriegerischen Auseinandersetzung zerstört. Bei Ausgrabungen 1959 fanden Archäologen eine Goldmünze aus der Ära von Mahmud Ghazvani. Weitere Ausgrabungen führten zum Fund von weiteren Bauten, die an das Lahore Fort angeschlossen waren.

## UNESCO-Weltkulturerbe
Die pakistanische Regierung nominierte das Lahore Fort und die Shalimar-Gärten für das UNESCO-Weltkulturerbe. Beide Bauwerke wurden 1981 bei einer Konferenz in Sydney in die Liste der Weltkulturerbe aufgenommen. Auf Bitten der pakistanischen Regierung wurde das Weltkulturerbe Kaohre Fort und Shalimar-Gärten im Jahr 2000 durch die UNESCO in die Liste des gefährdeten Welterbes aufgenommen. Die beiden Bauwerke wurden durch Bau einer Straße bedroht und benötigten eine umfassende Sanierung. Die Sanierung erfolgte ab 2006 mit finanzieller Unterstützung durch europäische Länder. Die beiden Bauwerke wurden 2012 nach Fertigstellung der Sanierung wieder von der Liste des gefährdeten Welterbes gestrichen.